# Фріц Шаудін
Фріц Ша́удін (нім. Fritz Schaudinn, повне ім'я Фріц Ріхард Шаудін, нім. Fritz Richard Schaudinn; 19 вересня 1871, Розенінген, Східна Пруссія — 22 червня 1906, Гамбург) — німецький паразитолог і зоолог, відомий відкриттям збудника сифілісу.

## Біографія
Син Шаудінів Фрідріха, обер-інспектора, і Доротеї, викладачки гри на фортепіано.

### Навчання та перші роки наукових досліджень
Навчався в гімназіях в Інстербурзі та Гумбіннені. Від початкового наміру вивчити філологію в університеті імені Фрідріха Вільгельма в Берліні він відмовився через рік і в 1890 році вибрав природничі науки, особливо зоологію. За пропозицією професора Франца Шульце, Шаудін уже займався дослідженнями найпростіших під час навчання. Його дисертація стосувалася відтворення форамініфер. У березні 1894 року під керівництвом Шульце в Берліні йому присуджено науковий ступінь доктора природничих наук (нім. Doktor der Naturwissenschaften) і в жовтні призначено асистентом Зоологічного інституту Берлінського університету. У Берліні він уточнив цикли розвитку Rhizopoden, Heliozoen та Coccidien, виявив їхні поколінні трансформації.
Після його габілітації в 1898 році Шаудін здійснив разом з Фріцем Ремером наукову експедицію до Північного Льодовитого океану із зафрахтованим для цієї мети пароплавний дрифтер «Гелголанд». Вони майже повністю об'їхали острів Шпіцберген і дісталися до Землі короля Карла. Експедиція зібрала багатий зоологічний матеріал, що призвело після узагальнення даних до публікації великого списку арктичної фауни. Мис острова Абелея названий на честь Шаудіна.

### Боротьба з малярією
У 1901 році Імператорське управління здоров'я призначило його керівником дослідницької станції малярії у Ровіні (Істрія). Тоді рейх посилив вивчення тропічних хвороб для підтримки існування німецьких колоній. За цей час Шаудін підтвердив роботи сера Рональда Росса та Джованні Баттіста Грассі по дослідженню малярії. Зв'язок між укусами комах та малярією був уже відомий, і, як видається, Шаудін вперше продемонстрував точний процес зараження малярійними плазмодіями клітин крові під мікроскопом. Хоча його спостереження були невірними, завдяки великій міжнародній репутації Шаудіна, вони були прийняті майже на 30 років і їх зміг виправити тільки 1931 року Сідні Прайс Джеймс (1870—1946). Під керівництвом Шаудіна вперше здійснено кампанію боротьби з малярією у великому регіоні шляхом цілеспрямованого лікування мешканців цього регіону. У 1903 році Шаудін був удостоєний Тідеманської премії Товариства природознавства імені Сенкенберга.

### Виявлення збудника сифілісу
У 1904 році він повернувся до Берліна, щоб очолити Інститут вивчення найпростіших при Кайзеровському бюро охорони здоров'я. У 1905 році йому доручено інспектувати висновки зоолога Джона Зігеля, який повідомив, що він ідентифікував збудника сифілісу як джгутиковий найпростіший мікроорганізм, якого він назвав Cytorhyctes luis. Він уже описав раніше подібні збудники натуральної віспи, ящуру та скарлатини. У співпраці з берлінським дерматологом Еріхом Гофманом, який надав зразки тканин та сироватки, необхідні для мікроскопічного виявлення спірохет, Шаудін виявив 3 березня 1905 року справжнього збудника сифілісу після декількох днів інтенсивної роботи з мікроскопом. Однак медичні працівники Німеччини спочатку не повірили його результатам, почасти тому, що багато лікарів не сприйняли зоолога Шаудіна. Він одразу поділився своїм відкриттям з Іллею Мечниковим, який працював в Інституті Пастера в Парижі. Отримані Шаудіном результати швидко були сприйняті за кордонами Німеччини і неодноразово підтверджувалися.
Крім того, Шаудін підтвердив, що Entamoeba histolytica є збудником амебіазу, а також дослідив сапрофітну кишкову мікрофлору. Він був першим, хто дав повне уявлення про життя найпростіших організмів, і його робота про Coccidium schubergi — це модель повноти деталізації і
наукової презентації. У 1905 році його нагороджено офіцерським хрестом ордена Франца Йосифа.
Незадовго до своєї передчасної ранньої смерті він відмовився від посади в Імператорському відділі охорони здоров'я і мав працювати в квітні 1906 року в Гамбурзькому інституті корабельних і тропічних хвороб на посаді завідувача кафедри протозойних захворювань. Тоді здійснив поїздку на «Міжнародний медичний конгрес» у Лісабоні, де йому довелося пройти екстрену операцію на кишці. Він повернувся тяжко хворий до Гамбурга, де помер від сепсису. За іншими даними в нього був амебіаз, яким він заразився, раніше вивчаючи Entamoeba histolytica. Амебіаз спричинив кишкову непрохідність, яка змусила провести термінову операцію, після якої Шаудін не зміг видужати.
Його могила на кладовищі Луїзенфрідгофі II у районі Берліна Вестенді з 1962 по 2012 рік була означена як могила честі (нім. Ehrengrab) міста.
Він був членом-кореспондентом чи почесним членом кількох наукових академій і товариств. Журнал Шаудіна «Архів найпростіших» (нім. Archiv für Protistenkunde), заснований у 1902 році, видається і сьогодні, наразі під назвою «Protist» у видавництві «Elsevier-Verlag».
Починаючи з 1955 року Німецьке дерматологічне товариство присуджує премію Шаудіна—Гофмана видатним лікарям та науковцям, які внесли неабиякий внесок у дослідження, лікування та боротьбу з інфекційними захворюваннями (особливо венеричними) шкіри та слизових оболонок.
Шаудін любив музику і часто грав на фортепьяно твори Гріга та Бетховена. Дружив з дослідником епідемічного висипного тифу Станіславом фон Провасеком, який у 1911 році написав про Шаудіна дуже теплі спогади і підкреслив його педантичність, ретельність і завзятість при проведенні прикладних досліджень.

## Основні наукові твори
- Über den Dimorphismus der Foraminiferen. / Sitzber. d. Ges. naturf. Freunde, Berlin 1895. S. 87–97.
- Fauna Arctica. Eine Zusammenstellung der arktischen Tierformen mit besonderer Berücksichtigung des Spitzbergen-Gebietes auf Grund der Ergebnisse der Deutschen Expedition in das nördliche Eismeer im Jahre 1898. Gustav Fischer, Jena 1900 (разом з Фріцем Ромером)
- Vorläufiger Bericht über das Vorkommen von Spirochaeten in syphilitischen Krankheitsprodukten und bei Papillomen, Springer, Berlin 1905 (разом з Еріхом Гоффманом)